# Rhamphomyia deformata
Rhamphomyia deformata är en tvåvingeart som beskrevs av Frey 1950. Rhamphomyia deformata ingår i släktet Rhamphomyia och familjen dansflugor. Inga underarter finns listade i Catalogue of Life.